# Тети Сакеро (Торино)
Тети Сакеро је насеље у Италији у округу Торино, региону Пијемонт.
Према процени из 2011. у насељу је живело 65 становника. Насеље се налази на надморској висини од 417 м.